# Charles Clerc (1908-1967)
Pour les articles homonymes, voir Clerc.
Charles Clerc (Bilbao, 29 mai 1908 - Nancy, 2 janvier 1967) est un résistant, Compagnon de la Libération et industriel à Nancy.

## Cadre dirigeant des Laiteries Saint-Hubert
Fils d'un ingénieur chez Solvay et d'une sage-femme, il devient ingénieur après des études à l'École nationale supérieure d'arts et métiers de Châlons-sur-Marne (promotion 1927-1930). Il entre à la laiterie Saint-Hubert à Nancy en 1931, après son service militaire, qu'il achève à Nancy comme sous-lieutenant de chars. Il épouse en 1933 la fille du fondateur et propriétaire, Simone Couillard. Il suit des cours à la Faculté de pharmacie et obtient un diplôme de microbiologie. Après la guerre, il rejoint Nancy et devient l'un des dirigeants de la laiterie Saint-Hubert, présidée par son beau-frère Pierre Couillard, avec les titres de directeur général adjoint et administrateur. Il est administrateur d'autres sociétés et préside le Centre pour l'accroissement de la productivité des entreprises laitières. Il participe aussi à de nombreux travaux de recherche.

## Compagnon de la Libération
Il est mobilisé en 1939 comme lieutenant de chars et est affecté comme volontaire en Syrie et au Liban. Il répond à l'appel du général de Gaulle en 1940 et rejoint à partir de juillet 1940 le 1er bataillon d'infanterie de marine - dans les rangs des Forces françaises libres - en Afrique du Nord. Il s'illustre à Tobrouk en janvier 1941, ce qui lui vaut d'être fait compagnon de la Libération par le général de Gaulle le 7 mars 1941. Il combat ensuite en Libye et en Égypte, à Bir-Hakeim et à El-Alamein sous les ordres du général Koenig[réf. nécessaire].
Il est chargé en août 1941 de la formation du service auto de la 1re Division française libre, avec le grade de capitaine puis de commandant. En 1943, il est affecté à la 2e DB du général Leclerc : il est chargé de la direction du matériel. Il rejoint l'Angleterre en 1944 et participe au débarquement en Normandie, en août 1944. Il participe à l'épopée de la 2e DB, à Paris, Strasbourg et jusqu'au Rhin. Il est promu lieutenant-colonel puis rejoint la façade Atlantique, sous les ordres du général Edgard de Larminat. Il est démobilisé en juillet 1945.

## Distinctions
- Officier de la Légion d'honneur
- Compagnon de la Libération (7 mars 1941)[1]
- Croix de guerre 1939–1945, palme de bronze
- Médaille de la Résistance française avec rosette par décret du 3 août 1946[2]
- Croix du combattant volontaire de la guerre de 1939–1945
- Médaille coloniale
- Médaille commémorative des services volontaires dans la France libre
- Legion of Merit (USA)